# Eskimo-Aleoetische talen
De Eskimo-Aleoetische talen zijn een talenfamilie afkomstig uit Groenland, het noorden van Canada, Alaska en delen van Siberië. De talengroep wordt als een geheel Inuit genoemd in Groenland, Canada en West-Alaska, Joepik of Yupik in Noord-Alaska en Yuit in Siberië. De term Eskimo wordt door de sprekers van de taal niet gewaardeerd vanwege de negatieve connotaties die aan dit woord verbonden zijn.
Door de geografische scheiding van de verschillende bevolkingsgroepen van de Inuit zijn de dialecten van de Eskimo-Aleoetische talen zo ver uit elkaar gegroeid dat diegenen die het verst van elkaar verwijderd zijn onderling niet meer in hun eigen taal kunnen communiceren, maar in plaats daarvan zouden moeten terugvallen op de taal waarvan de dialecten afgeleid zijn. De Aleoetische talen hebben de minste sprekers; deze talen worden slechts nog gesproken op de Aleoeten, de Pribilof-eilanden en de Komandorski-eilanden in de Beringzee.
Aleoetisch
- Aleoetisch
  - Westelijk-centrale dialecten: Atkan, Attuan, Aleoets, Bering (60 - 80 sprekers)
  - Oostelijke dialecten: Unalaskan, Pribilof (400 sprekers)

Eskimotalen (Joepik en Inuit)
- Joepiktalen
  - Centraal-Alaska Yup'ik (10.000 sprekers)
  - Alutiiq (400 sprekers)
  - Joepik (Centraal-Siberië, 300 sprekers)
  - Naoekan (75 sprekers)
  - Sirenik (uitgestorven sinds 1997)
- Inuittalen (75.000 sprekers)
  - Iñupiaq (Noord-Alaska, 3500 sprekers)
  - Inuvialuktun (West-Canada)
  - Inuktitut (Oost-Canada, 24.000 sprekers)
  - Kalaallisut (Groenland, 47.000 sprekers)